# 官昌水库
官昌水库是中国福建省三明市沙县区境内的一座水库，位于豆土溪上，建于1978年。水库正常库容为2106万立方米，集雨面积为79平方千米，海拔为442米。